# Estádio Juan Antonio Lavalleja
O Estádio Juan Antonio Lavalleja  (ou simplesmente Estádio Municipal) é um estádio de futebol uruguaio localizado em Trinidad, no departamento de Flores, Uruguai; foi construído em 1960. É mais conhecido como o Estádio Municipal, tem uma capacidade para 7000 espectadores e pertence à Intendência de dito departamento. Nele se jogam os partidos mais importantes do Campeonato Floresino organizados pela Une Departamental de Futebol de Flores e a nível das selecções de Flores se utiliza para a Copa Nacional de Selecções do Interior e a Copa Nacional de Selecções do Interior Sub-18 organizados pela OFI. A partir do ano 2022 o estádio recebe novamente à Primeira Divisão de Uruguai com o Clube Atlético Boston River oficiando como sua casa.
Seu nome é em homenagem a, Juan Antonio Lavalleja y de la Torre, que foi um militar e político uruguaio, que liderou os Trinta e Três Orientais, e presidiu o Uruguai no Triunvirato de Gobierno de 1853, junto a Venancio Flores e a Fructuoso Rivera.